# Francis Jacques
Pour les articles homonymes, voir Jacques.
Francis Jacques, né le 12 mars 1934, a été professeur à la Sorbonne. Lauréat du Concours général, de l’Académie Française (prix Broquette-Gonin) rapporteur Olivier Lacombe, Lauréat de l’Institut, (prix Louis Liard), Président en exercice puis président d’honneur de l’Association des philosophes chrétiens. Membre de l’Académie d’éducation et d’études sociales. Un des membres fondateurs de l’Académie catholique de France.
Philosophe du langage et logicien, docteur d’État en philosophie (1975), docteur canonique en théologie (2000), a été successivement professeur de philosophie à l'université de Rennes 1 (de 1976 à 1986), à la Sorbonne Nouvelle (Paris-III) (de 1986 à 2001), professeur invité à l'Institut catholique de Paris (de 1986 à 2000), Pendant quelque dix ans, il dirige des ouvrages collectifs chez Parole et silence. Des traductions existent en allemand, anglais, espagnol, portugais, japonais.

## Recherche
Plusieurs recherches de conjonction l'ont finalisée.
1. Lorsque Paul Ricœur a décidé de jeter les bases d'un rapprochement entre la philosophie analytique anglo-saxonne et la phénoménologie, il a demandé à deux philosophes, Marco M. Olivetti et à Francis Jacques, de l’accompagner à Chicago. C’était en 1981.
2. Autre conjonction : celle de la philosophie et de la théologie. Elle a conduit à la soutenance d’une thèse de théologie, dirigée par Mgr Joseph Doré en 2000. D’où l’élaboration prioritaire d’une philosophie dialogique pour compléter l’espace logique de l’interlocution, et d’une philosophie de l’interrogation pour homologuer les grands modes du pensable aux grands types de textes. Les deux phases de cette philosophie ont été séparées par une recherche intermédiaire sur la textualité.
3. Il est d’autres difficultés conjonctives, qui ont été explorées par ailleurs dans la collection philosophie et théologie dirigée par Philippe Capelle Dumont : d’abord la corrélation entre cosmologie et christologie, ensuite la coordination entre foi et raison en philosophie chrétienne ; enfin le rapport fondationnel entre interrogation et interprétation en philosophie première ; herméneutique et érotétique etc. Leur enjeu dialectique est capital. Comment leur éviter de devenir d’inévitables querelles ? Leur logique doit être maîtrisée : une logique de la pensée interrogative.

## Acquis de l'analyse
Auteur de nombreux ouvrages, il a montré — dans Différence et subjectivité et L'Espace logique de l'Interlocution — que la subjectivité ne devrait pas être pensée à partir de la conscience de soi, mais à partir de la communication interpersonnelle. C'est en effet dans et par celle-ci que les participants deviennent des personnes. Sa réflexion s'inscrit à la fois dans la perspective de l'anthropologie, de la philosophie analytique et de la pragmatique linguistique. En 2002-2003, il a occupé la chaire de métaphysique Étienne Gilson.
On trouvera une bibliographie assez complète dans le livre de Simone Goyard-Fabre, De l’interrogation radicale. Essai sur la philosophie de Francis Jacques, Cahiers de la Nuit Surveillée, Le Cerf, 2011 ; ainsi que des articles critiques in Du dialogue à l’interrogation Autour de FJ  (Colloque de Cerisy), éditions Kimé 2003. Et enfin, l’esquisse d’une bibliographie raisonnée dans un livre d’entretien avec Françoise Armengaud et Philippe Capelle Dumont, Entre nous soit dit, éditions des Petits Platons 2014.

### Œuvres
- Dialogiques, Recherches logiques sur le dialogue, Paris, PUF, 1979. Traduction partielle en polonais in Znak, Cracovie, no 329, 1982 ; traduction allemande : Über den Dialog. Eine Logische Untersuchung, Berlin, De Gruyter, 1986.
- Différence et subjectivité. Anthropologie d'un point de vue relationnel, Paris, Aubier-Montaigne 1982 (Prix Broquette-Gonin, Académie française). Traduction anglaise par Andrew Rothwell: Dialogue and Personal Relation, New Haven and London, Yale University Press, 1991, avec une préface de l'auteur pour l'édition anglaise.
- L'Espace logique de l'interlocution, Paris, PUF, 1985 (prix Louis Liard, de l'Institut). Traduction anglaise, Berkeley, en préparation.
- De la signifiance, Centro Internazionale di semiotica di Urbino, 1987. Trad. italienne.
- "Référence et différence. La situation originaire de la signification", Encyclopédie Philos. Univ. Vol. I : L'univers philosophique, Presses Universitaires de France, 1989, 492-512.
- En collaboration avec Jean-Louis Leutrat, L'Autre visible, Presses de la Sorbonne nouvelle et Méridiens Klincksieck, l998.
- L'Ordre du texte, Bibliopolis, Naples, 2000.
- Écrits anthropologiques. Philosophie de l'esprit et cognition, Paris, L'Harmattan, 2000.
- Interroger et catégoriser en théologie fondamentale, Thèse de théologie, ICP, 2000.
- De la textualité. Pour une textologie générale et comparée, Maisonneuve, 2002. Trad. espagnole par P. Jacomet, Santiago 2006.
- La Croyance, le savoir et la foi. Une refondation érotétique de la métaphysique, Paris, PUF, coll. « Chaire Gilson », 2005.
- L'Arbre du texte, Paris, Vrin, 2007.
- Dictionnaire de la demeurance. Essai lexicologique pour introduire en philosophie le concept de permanence. En deux volumes. Préface de Jean Pruvost. Honoré Champion 2016

### Direction d'ouvrages
- Entre nous soit dit, coll. "Dialogues des petits Platons", Les petits Platons, 2014.
- Le droit, le juste, l'équitable. sous la direction de Simone Goyard et de Francis Jacques. aux éditions Salvator 2014
- Qui es-tu ? Singularité,relation et identité personnelle? Parole et silence 2012
- La vérité une et plurielle, Parolle et silence 2010
- (dir.), Un salut de l'homme sans Dieu est-il possible ?, Paris, Éditions Parole et Silence, « Collection des Actes des journées de l'Association des philosophes chrétiens » 2009.
- (dir.), Les racines culturelles et spirituelles de l'Europe, Paris, Éditions Parole et Silence, « Collection des Actes des journées de l'Association des philosophes chrétiens » 2008.
- (dir.), Souffrir et mourir, Paris, Éditions Parole et Silence, « Collection des Actes des journées de l'Association des philosophes chrétiens », 2007.
- (dir.) Anthropologie(s) et humanisme, Paris, Éditions Parole et Silence, « Collection des Actes des journées de l'Association des Philosophes Chrétiens », 2006.
- (dir.) La Question de l'autorité. L'autorité en question, Paris, Éditions Parole et Silence, « Collection des Actes des journées de l'Association des philosophes chrétiens » 2005.
- (éd.) Éducation et formation. Essai sur quelques constantes éducatives, Paris, Parole et Silence, 2004.
- (éd.) Philosophie, science et foi, Paris, Salvator, 2001.
- "Opérativité et interrogativité" in Gustave Guillaume et André Piaget ; repenser la condition humaine, sous la direction d'André Jacob, paru aux Éditions Villeneuve.
- « Philosophie de la religion et théologie fondamentale, en Hommage à Ricœur », Revue d'histoire et de philosophie religieuse, publiée par la faculté de théologie protestante de Strasbourg, février-mars, 2006, p. 41-65.

### Poèmes
- Transhumances et conversion. Poème du retour aux éditions Salvator  2014, préface de Michel-Marie Zanotti-Sorkine, 307 pages
- Quand bien même. Parcours spirituel 2012-2015. Un roman de l'écart. La Valette éditeur 2016, 502 pages

## Sur Francis Jacques
- N. Mouloud, ‘Dialogiques’, Rev.de Mét. et de Morale 1981 (2).
- P. Gochet et D. Giovannangeli, "Les Dialogiques de Francis Jacques : une philosophie de la communication", Communication And Cognition, l982 (XV, 2), 201-221.
- "Le dialogisme transcendantal. L'itinéraire philosophique de Francis Jacques", Rev.de Mét. et de Morale, l987 ;
- J.L. Petit, "Sémantique et pragmatique, leur articulation dans L'Espace logique de l'interlocution", Logique et analyse, l987
- B. Waldenfels, "Dialogisme et phénoménologie" Phil. Rundschau, l989.
- J.Zycinski, "F.Jacques - Filozof dialogu I pelnego slowa", Znak, rok XXXVI, n.329 (4), Kwiecien, Krakov l982, 262-272.
- F. Armengaud, "De H.P.Grice à F.Jacques. Remarques sur la maxime pragmatique de pertinence", Rev de Métaph et de Morale, l984 (89), 389-404.
- Van Overbeke, "Réponse à la conférence de Francis Jacques", Archiv. Filos., l986 (54), 219-223.
- G-F Duportail, "L'Humanisme dialogique de F.Jacques", in Archiv.Filos., Roma l987 (55), 351-380.
- "Dialogisme et argumentation : le dialogue argumentatif". Verbum, 1989, 12, n.2, 221-237.
- D.Bourg, "Ethique et pragmatique. Autour des œuvres de K.O.Apel, J.Habermas et F.Jacques", Bijdragen, l988 (49), l39-l48.
- P-J. Labarrière, "La Réciprocité interlocutive ou la canonique du dialogue. Sur la philosophie de F.Jacques", Archiv. Philos., l988 (51), 431-440.
- P.Gochet -J.Riche, "Logique et épistémologie". Doctrine et concepts l937-l987 ; (Rétrospective et prospective : cinquante ans de philosophie de la langue française), publié sous la direction d'A.Robinet, ed. Librairie philosophique Vrin l988, 225-239.
- G. Antonioli, "Tres estrategias interaccionales : la conversacion, la negociacion, el dialogo" Lenguas modernas, Universidad de Chile, Facultad de Filosofia y humanidades, Dep. de Linguistica, Santiago, l989 (l6), l27-l42.
- Kinanga Masala, La théorie du dialogue référentiel de Francis Jacques, Mémoire de D.E.S. en Philosophie, Facultés Catholiques de Kinshasa, 1990-1991.
- M.Cosili, Persona, Relazione e Linguaggio. La Communicazione come interlocuzione nel pensiero di Francis Jacques, l991-92.
- Isabella Micheletti, Persona e alterita. La filosofia dell'interlocutione di Francis Jacques, Universita del Sacro Cuore, Milano 1997.
- Kinanga Masala, Référence et interlocution dans la théorie dialogique de Francis Jacques.  Contribution à la logique du discours irénogène, Thèse de doctorat en Philosophie, Université de Kinshasa, 2001.
- Simone Goyard-Fabre, ‘Le Renouvellement de la métaphysique’ Archives de philosophie du droit, Le Pluralisme, no 49, 443-445, 2006.
- Et ‘Parler, dire, penser’, Rev. de Mét. et de Morale, 2007, no 2 ;
- 3 DVD en coffret de Daniel Lance assisté de Nicolas Pouard : Empreinte de la pensée, L’Harmattan vidéo, 2008.
- Kinanga Masala, "Le rationalisme dialogique contemporain. De Mikhaïl Bakhtine à Herbert Paul Grice", Revue Congolaise de Philosophie, no 4 (Juillet – Décembre 2010), 9-34.
- Simone Goyard-Fabre, De l'interrogation radicale ou philosopher autrement, Les éditions du Cerf, 2011.